# 2022年图库曼军团病疫情
2022年图库曼军团病疫情是指起源于阿根廷图圣米格尔-德图库曼的流行病。 这次疫情于2022年8月20日首次发现，7名患者出现发烧、不适、呼吸短促和头痛，并被送往图库曼医院。

## 历史
最先感染该疾病的是五名医护人员和一名患者。  这些病例于8月18日至22日期间开始出现症状。 所有六个病例都工作于一个私人医疗机构。  
阿根廷卫生部于2022年8月29日向世界卫生组织进行通报。 
9月1日，通过主动筛检查病例，再出现3例病例，使病例总数达到9例，其中3人死亡。  三名新病例都是来自同一私人医疗机构的卫生工作者。 
9月2日至3日，再次发现两例病例，使病例总数达到11例。  这11例病例的年龄中位数为45岁，其中男性7例，女性4例。  所有十一个病例均被转移到重症监护室。 
9月3日，阿根廷卫生部确认疫情由嗜肺军团菌感染引起，这种细菌可引起军团病。  通过实验室检测，未发现流感、 COVID-19 、考克斯体相关疾病、 12种呼吸道病毒、汉他病毒、组织胞浆菌疾病、鼠疫杆菌、钩端螺旋体病等其他病例。 
9月4日，新增8例病例，使病例总数达到19例，其中6人死亡。  
9月5日，图库曼公共卫生部报告疫情病例定义的新纳入标准。 新的病例定义包括8月曾在这家私人医疗机构进行或接受过手术的且具有呼吸道症状或发烧等相容症状，但不一定是双侧性肺炎的任何卫生人员、家属或患者。 
9月6日，公共卫生部报告共发现22例病例，6人死亡。 

## 公共卫生应对措施
通过实验室检测，确定此次疫情由军团菌属引起。 
随后该国实施了多项措施： 
- 通过主动和被动筛检病例加强监测。
- 对病例采取隔离措施。
- 风险评估。
- 暂停与大多数病例有关的私人医疗机构的医疗活动。
- 进行环境采样以确定污染源。
- 进行生物取样和实验室测试。
- 追踪和监控与病例有接触者。
- 风险沟通。